# Rockin’ the Joint Tour
Rockin’ the Joint Tour – dziewiętnasta trasa koncertowa grupy muzycznej Aerosmith, w jej trakcie odbyły się czterdzieści cztery koncerty.

## Program koncertów
1. „Helter Skelter”
2. „Walk This Way”
3. „Same Old Song And Dance”
4. „Cryin'”
5. „Livin' on the Edge”
6. „No More No More”
7. „Jaded”
8. „Shakin’ My Cage”
9. „Sweet Emotion”
10. „Seasons of Wither”
11. „I Don’t Want To Miss a Thing”
12. „Dream On”
13. „Lord of the Thighs”
14. „Baby, Please Don’t Go”
15. „The Other Side”
16. „Train Kept A Rollin'”
17. „Back in the Saddle”
18. „Draw The Line"

## Lista koncertów
1. 30 października 2005 – Uncasville, Connecticut, USA – Mohegan Sun Arena
2. 1 listopada 2005 – Uncasville, Connecticut, USA – Mohegan Sun Arena
3. 3 listopada 2005 – Waszyngton, USA – MCI Center
4. 8 listopada 2005 – Uniondale, Nowy Jork – Nassau Coliseum
5. 10 listopada 2005 – East Rutherford, New Jersey, USA – Continental Airlines Arena
6. 12 listopada 2005 – Boston, Massachusetts, USA – TD Banknorth Garden
7. 14 listopada 2005 – Providence, Rhode Island, USA – Dunkin’ Donuts Center
8. 16 listopada 2005 – Ottawa, Kanada – Corel Centre
9. 18 listopada 2005 – Toronto, Kanada – Air Canada Centre
10. 20 listopada 2005 – Columbus, Ohio, USA – Nationwide Arena
11. 23 listopada 2005 – Filadelfia, Pensylwania, USA – Wachovia Center
12. 26 listopada 2005 – Pittsburgh, Pensylwania, USA – Mellon Arena
13. 30 listopada 2005 – Albany, Nowy Jork, USA – Pepsi Arena
14. 2 grudnia 2005 – Atlantic City, New Jersey, USA – Borgata
15. 4 grudnia 2005 – Cleveland, Ohio, USA – Wolstein Center
16. 6 grudnia 2005 – Minneapolis, Minnesota, USA – Target Center
17. 8 grudnia 2005 – Winnipeg, Kanada – MTS Centre
18. 10 grudnia 2005 – Chicago, Illinois, USA – United Center
19. 13 grudnia 2005 – Milwaukee, Wisconsin, USA – Bradley Center
20. 15 grudnia 2005 – Auburn Hills, Michigan, USA – The Palace of Auburn Hills
21. 17 grudnia 2005 – Grand Rapids, Michigan, USA – Van Andel Arena
22. 5 stycznia 2006 – Orlando, Floryda, USA – TD Waterhouse Centre
23. 7 stycznia 2006 – Jacksonville, Floryda, USA – Jacksonville Veterans Memorial Arena
24. 12 stycznia 2006 – Charlotte, Karolina Północna, USA – Charlotte Bobcast Arena
25. 15 stycznia 2006 – Atlanta, Georgia, USA – Phillips Arena
26. 17 stycznia 2006 – Tampa, Floryda, USA – St. Pete Times Forum
27. 19 stycznia 2006 – Sunrise, Floryda, USA – Office Depot Center
28. 21 stycznia 2006 – Greensboro, Karolina Północna, USA – Greensboro Coliseum
29. 23 stycznia 2006 – Houston, Teksas, USA – Toyota Center
30. 25 stycznia 2006 – San Antonio, Teksas, USA – SBC Center
31. 27 stycznia 2006 – Dallas, Teksas, USA – American Airlines Center
32. 30 stycznia 2006 – Denver, Kolorado, USA – Pepsi Center
33. 1 lutego 2006 – Glendale, Arizona, USA – Glendale Arena
34. 3 lutego 2006 – San Jose, Kalifornia, USA – HP Pavillion at San Jose
35. 6 lutego 2006 – Sacramento, Kalifornia, USA – ARCO Arena
36. 8 lutego 2006 – Oakland, Kalifornia, USA – Oakland Arena
37. 10 lutego 2006 – San Diego, Kalifornia, USA – iPay One Center
38. 13 lutego 2006 – Portland, Oregon, USA – Rose Garden Arena
39. 15 lutego 2006 – Tacoma, Waszyngton, USA – Tacoma Dome
40. 18 lutego 2006 – Paradise, Nevada, USA – MGM Grand Garden Arena
41. 20 lutego 2006 – Fresno, Kalifornia, USA – Save Mart Center
42. 22 lutego 2006 – Los Angeles, Kalifornia, USA – Staples Center
43. 24 lutego 2006 – Anaheim, Kalifornia, USA – Arrowhead Pond
44. 2 marca 2006 – Hollywood, Kalifornia, USA – Hard Rock Live